# Anacroneuria vilcabamba
Anacroneuria vilcabamba és una espècie d'insecte plecòpter pertanyent a la família dels pèrlids.

## Etimologia
El seu nom científic fa referència a la serralada de Vilcabamba al sud del Perú.

## Descripció
- Els adults presenten les membranes alars transparents amb la nervadura marró.
- El mascle té unes ales anteriors de 17 mm de llargària i ganxos esvelts.
- Ni la femella ni la nimfa no han estat encara descrites.[3]

## Hàbitat
En el seu estadi immadur és aquàtic i viu a l'aigua dolça, mentre que com a adult és terrestre i volador.

## Distribució geogràfica
Es troba a Sud-amèrica: el Perú i Bolívia.